# Iwona Sulik
Iwona Ewa Sulik z domu Kiljańska (ur. 12 kwietnia 1964 w Warszawie) – polska dziennikarka, w latach 2014–2015 sekretarz stanu w Kancelarii Prezesa Rady Ministrów i rzecznik prasowy rządu Ewy Kopacz.

## Życiorys
Córka Tadeusza i Danuty. Ukończyła studia na Wydziale Dziennikarstwa i Nauk Politycznych Uniwersytetu Warszawskiego. Pracowała następnie jako dziennikarka TVP, m.in. jako reporter, prowadząca i wydawca programów informacyjnych oraz publicystycznych, była także sprawozdawcą parlamentarnym.
Jako przedstawicielka Sejmu RP zasiadała w radzie Centrum Badania Opinii Społecznej.
W latach 2011–2014 była rzecznikiem prasowym oraz doradcą marszałka Sejmu. 23 września 2014 została powołana na rzecznika prasowego rządu Ewy Kopacz. 22 stycznia 2015 podała się do dymisji.
Postanowieniem prezydenta RP Aleksandra Kwaśniewskiego z 19 listopada 2003 otrzymała Brązowy Krzyż Zasługi za zasługi w działalności na rzecz rozwoju Telewizji Polskiej.